# Polterabend
Polterabend (Polter) – zwyczaj polegający na tłuczeniu szkła i porcelany przed domem rodzinnym narzeczonej w tzw. wigilię ślubu. Zwyczaj ten zachował się aż do dziś, praktykowany szczególnie w okolicach Kaszub, Kociewia, Żuław Wiślanych, Czeczewa, a także na Górnym Śląsku, Ziemi chełmińskiej, Kujawach oraz Poznańskiem – zarówno na wsiach, jak i w dużych miastach.

## Opis zwyczaju
W przeddzień ślubu (czyli zazwyczaj w piątek wieczorem) bądź coraz częściej tydzień wcześniej, przed domem panny młodej zbiera się – bez osobnych zaproszeń – rodzina, przyjaciele, znajomi oraz sąsiedzi, którzy nie są zaproszeni na wesele i tłuką porcelanę, stare talerze, kubki, umywalki, butelki (na Śląsku, w przeciwieństwie do Wielkopolski, nie tłucze się naczyń szklanych ani fajansowych, gdyż to ma przynosić pecha) przed drzwiami wejściowymi, na progu lub na specjalnie przygotowanym w tym celu kamieniu. Panna młoda powinna posprzątać rozbitą porcelanę, a pan młody częstuje przybyłych gości wódką. Do alkoholu podawane jest jedzenie, często rozstawia się tzw. szwedzki stół. Przyszłym młodym składane są życzenia, niekiedy grana jest muzyka, a spotkanie przeciąga się do późnych godzin nocnych.
Na Górnym Śląsku zwyczaj ten przybiera czasami formę fałszywego ślubu (tzw. cygańskie wesele), gdzie przed dom panny młodej przychodzi korowód weselników wraz z fałszywą parą młodą i udawanym księdzem, a następnie wśród śmiechów i żartów przystępuje się do ceremonii ślubnej, składając przy tym życzenia prawdziwej młodej parze.

## Pochodzenie zwyczaju
Wywodzi się z obrzędów ślubnych, praktykowanych w kulturze niemieckojęzycznej, szczególnie miast hanzeatyckich (niem. polter – hałas i abend – wieczór).
Jest znany też w Austrii, Danii i Szwajcarii. Według tradycji ludowej tłuczenie szkła miało symbolizować pożegnanie przeszłości, dawnego życia, zerwanie dotychczasowych więzów rodzinnych i przyjacielskich, stanowiło rytuał przejścia do nowego stanu społecznego i rodzinnego narzeczonej. Prócz tego, spełniało również funkcje apotropaiczne, czyli wierzono, że hałasy odpędzają złe duchy, zapewniając w ten sposób szczęście przyszłemu małżeństwu.